# Neodythemis fitzgeraldi
Neodythemis fitzgeraldi is een libellensoort uit de familie van de korenbouten (Libellulidae), onderorde echte libellen (Anisoptera).
De soort staat op de Rode Lijst van de IUCN als onzeker, beoordelingsjaar 2008.
De wetenschappelijke naam Neodythemis fitzgeraldi is voor het eerst geldig gepubliceerd in 1961 door Pinhey.